# Mormodes
Genre
Classification phylogénétique
Mormodes est un genre d'orchidées épiphytes d'Amérique du Sud comptant environ 67 espèces. 

## Description
Orchidées épiphytes
Feuilles caduques.
La tige portant l'inflorescence part du milieu du pseudobulbe, ce qui le différencie du genre Catasetum, dont la tige part de la base du pseudobulbe.

## Répartition
Depuis le Mexique jusqu'en Bolivie et au Brésil.

## Liste d'espèces
- Mormodes andicola Salazar, Orquídea (Mexico City),1992
- Mormodes andreettae Dodson, 1982
- Mormodes aromatica Lindl., 1841
- Mormodes atropurpurea Lindl., 1836
- Mormodes aurantiaca Schltr., 1925
- Mormodes aurea L.C.Menezes & Tadaiesky, 1997
- Mormodes auriculata F.E.L.Miranda, 1989
- Mormodes badia Rolfe ex W.Watson, 1897
- Mormodes buccinator Lindl., 1840
- Mormodes calceolata Fowlie, 1972
- Mormodes carnevaliana Salazar & G.A.Romero, 1994
- Mormodes cartonii Hook., 1846
- Mormodes castroi Salazar, 1993
- Mormodes chrysantha Salazar, 1993
- Mormodes claesiana Pabst, 1968
- Mormodes cogniauxii L.Linden, 1894
- Mormodes colossus Rchb.f., 1852
- Mormodes cozticxochitl Salazar, 1990
- Mormodes cucumerina Pabst, 1972
- Mormodes dasilvae Salazar, 1993
- Mormodes densiflora F.E.L.Miranda, 1989
- Mormodes elegans F.E.L.Miranda, 1989
- Mormodes ephippilabia Fowlie, 1964
- Mormodes escobarii Pabst, 1969
- Mormodes estradae Dodson, 1980
- Mormodes fractiflexa Rchb.f., 1872
- Mormodes frymirei Dodson, 1980
- Mormodes guentheriana (Kraenzl.) Mansf., 1932
- Mormodes hoehnei F.E.L.Miranda & K.G.Lacerda, 1992
- Mormodes hookeri Lem., 1851
- Mormodes horichii Fowlie, 1964
- Mormodes ignea Lindl. & Paxton, 1852
- Mormodes issanensis F.E.L.Miranda & K.G.Lacerda, 1992
- Mormodes lancilabris Pabst, 1975
- Mormodes lawrenceana Rolfe, 1890
- Mormodes lineata Bateman ex Lindl., 1841
- Mormodes lobulata Schltr., Repert. 1910
- Mormodes luxata Lindl., 1842
- Mormodes maculata (Klotzsch) L.O.Williams, 1950
  - Mormodes maculata var. maculata
  - Mormodes maculata var. unicolor (Hook.) L.O.Williams, 1950
- Mormodes mejiae Pabst, 1974
- Mormodes morenoi R.Vásquez & Dodson, 1998
- Mormodes nagelii L.O.Williams, 1940
- Mormodes oberlanderiana F.Lehm. & Kraenzl., 1900
- Mormodes ocanae Linden & Rchb.f. in W.G.Walpers, 1863
- Mormodes oceloteoides S.Rosillo, 1983
- Mormodes oestlundianum Salazar & Hágsater, 1990
- Mormodes orinocoensis Salazar & G.A.Romero, 1994
- Mormodes pabstiana J.Cardeñas, A.Ramírez & S.Rosillo, 1983
- Mormodes paraensis Salazar & da Silva, 1993
- Mormodes pardalinata S.Rosillo, 1979
- Mormodes peruviana Salazar, 1993
- Mormodes porphyrophlebia Salazar, 1992
- Mormodes powellii Schltr., 1922
- Mormodes ramirezii S.Rosillo, 1983
- Mormodes rodriguesiana Salazar, 1992
- Mormodes rolfeana L.Linden, 1891
- Mormodes romanii Dodson, 1980
- Mormodes rosea Barb.Rodr., 1877
- Mormodes saccata S.Rosillo, 1983
- Mormodes sanguineoclaustra Fowlie, 1970
- Mormodes schultzei Schltr., 1924
- Mormodes sinuata Rchb.f. & Warm. in H.G.Reichenbach, 1881
- Mormodes skinneri Rchb.f., 1869
- Mormodes sotoana Salazar, Orquídea (Mexico City), 1992
- Mormodes speciosa Linden ex Lindl. & Paxton, 1853
- Mormodes tapoayensis F.E.L.Miranda & K.G.Lacerda, 1992
- Mormodes tezontle S.Rosillo, Orquídea (Mexico City), 1980
- Mormodes tibicen Rchb.f., 1870
- Mormodes tigrina Barb.Rodr., 1877
- Mormodes tuxtlensis Salazar, 1988
- Mormodes uncia Rchb.f., 1869
- Mormodes variabilis Rchb.f., 1869
- Mormodes vernixioidea Pabst, 1975
  - Mormodes vernixioidea subsp. autanensis Salazar & G.A.Romero, 1994
  - Mormodes vernixioidea subsp. vernixioidea
- Mormodes vernixium Rchb.f., 1887
- Mormodes vinacea Hoehne, 1910
- Mormodes warszewiczii Klotzsch, 1854

## Galerie

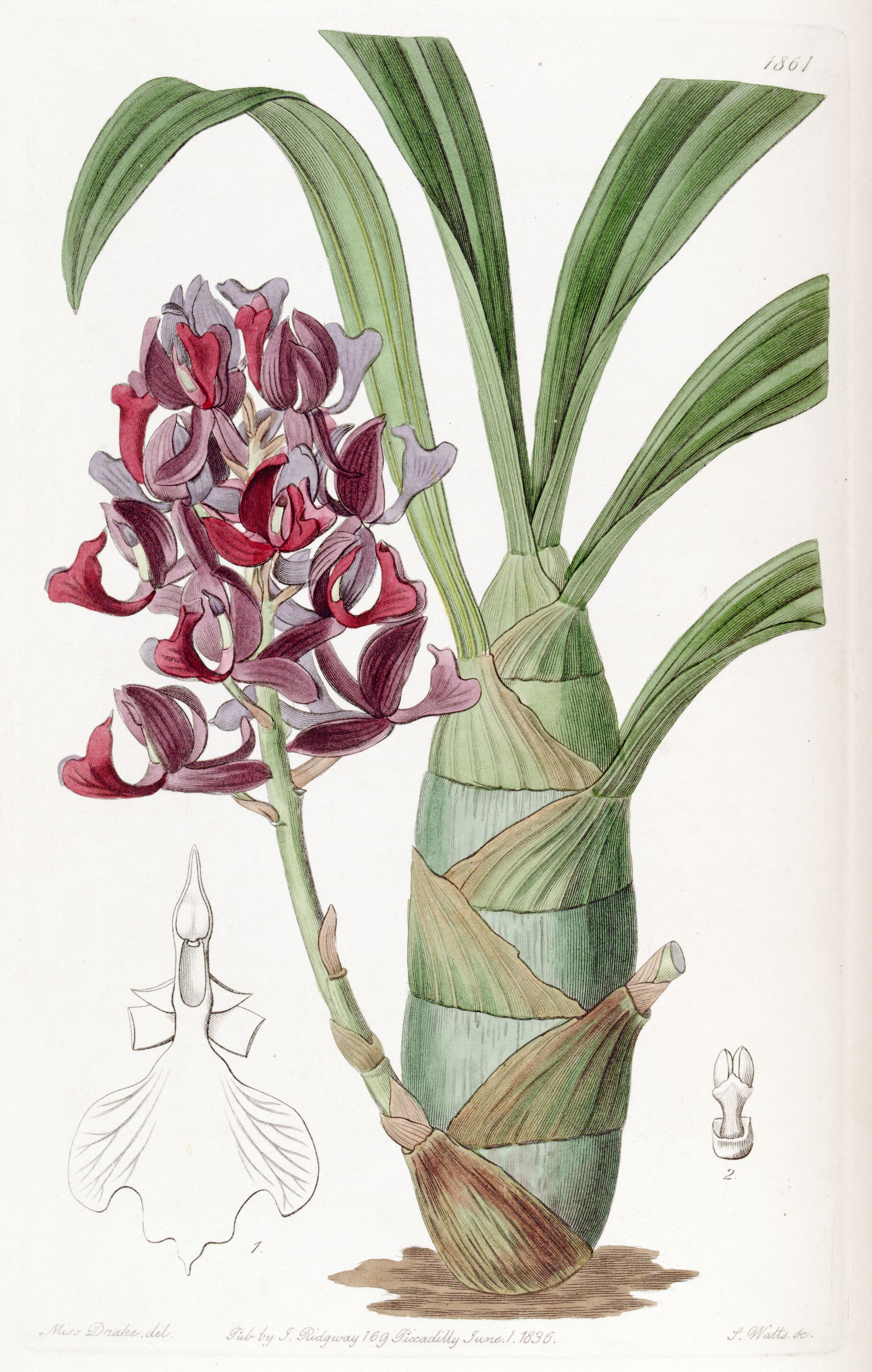
Mormodes atropurpurea.
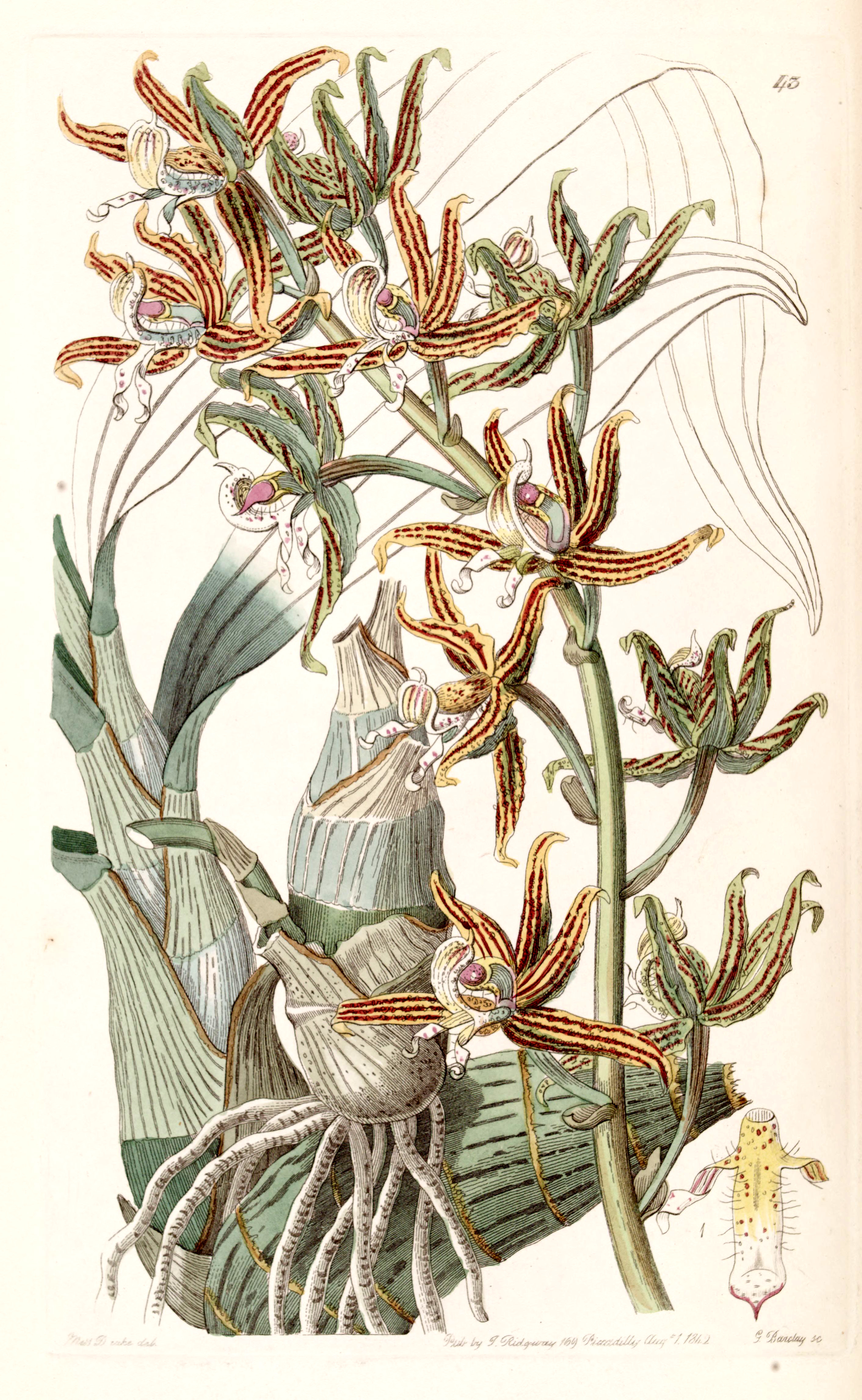
Mormodes lineata.
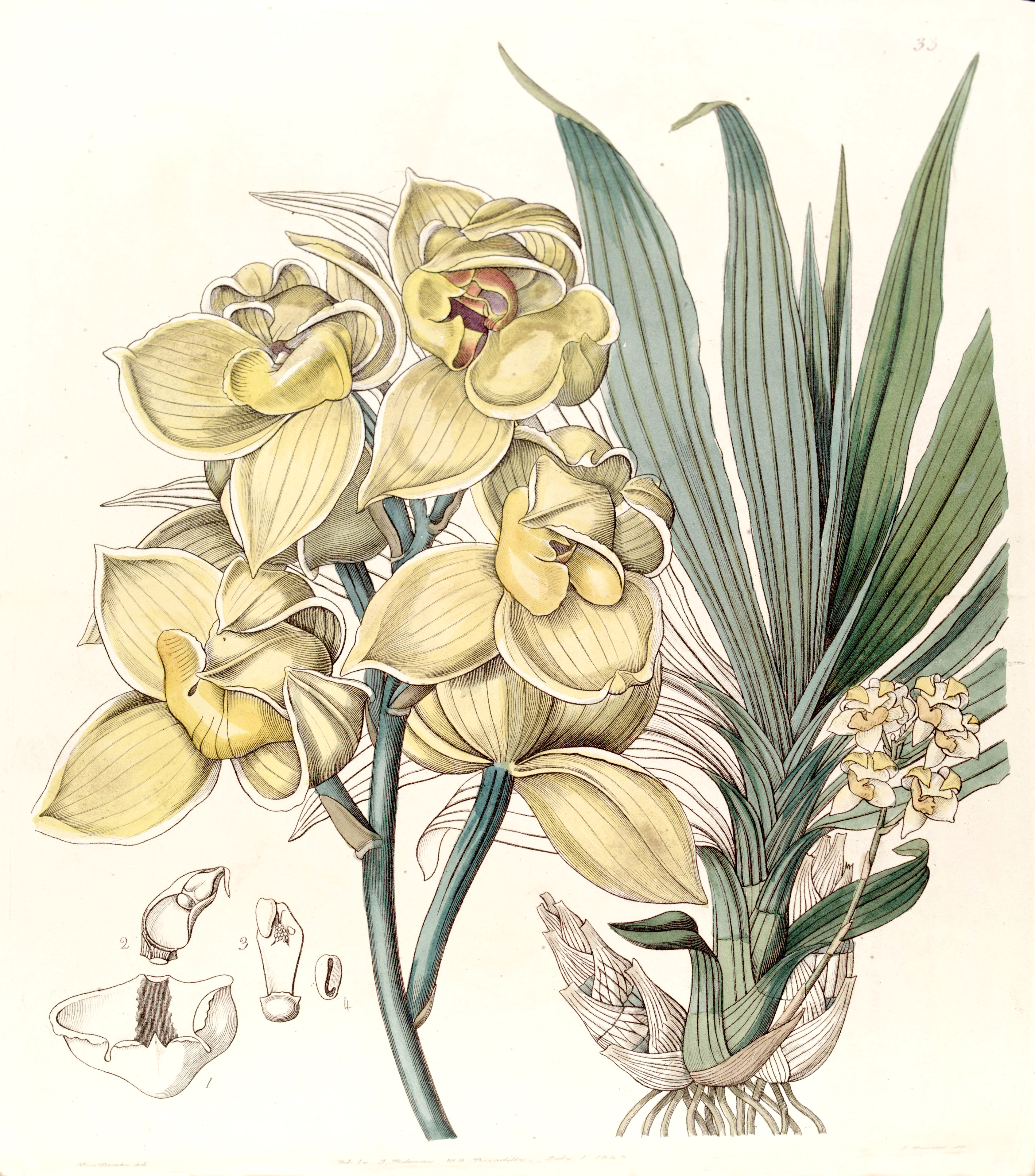
Mormodes luxata.
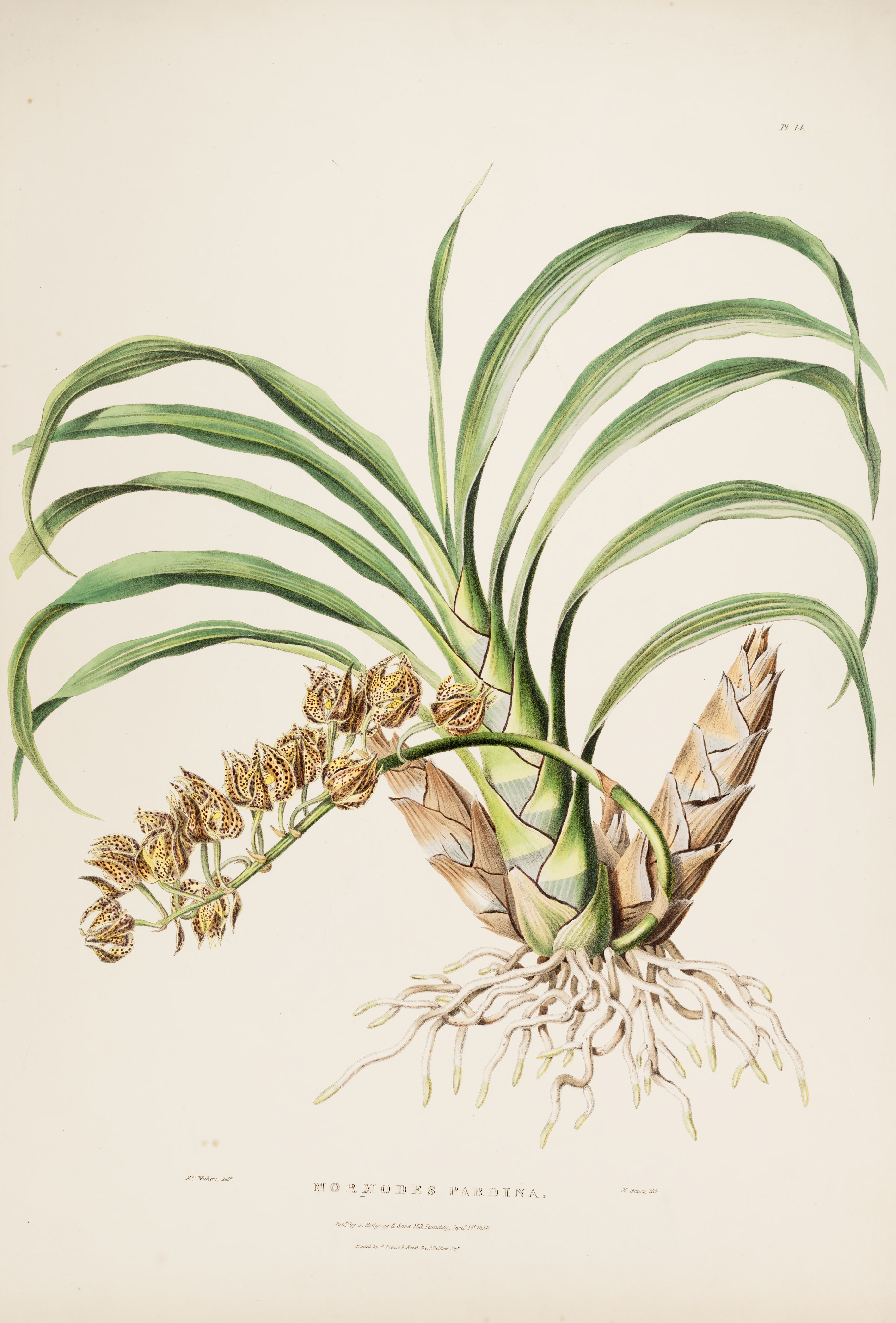
Mormodes maculata.